# Sokutai

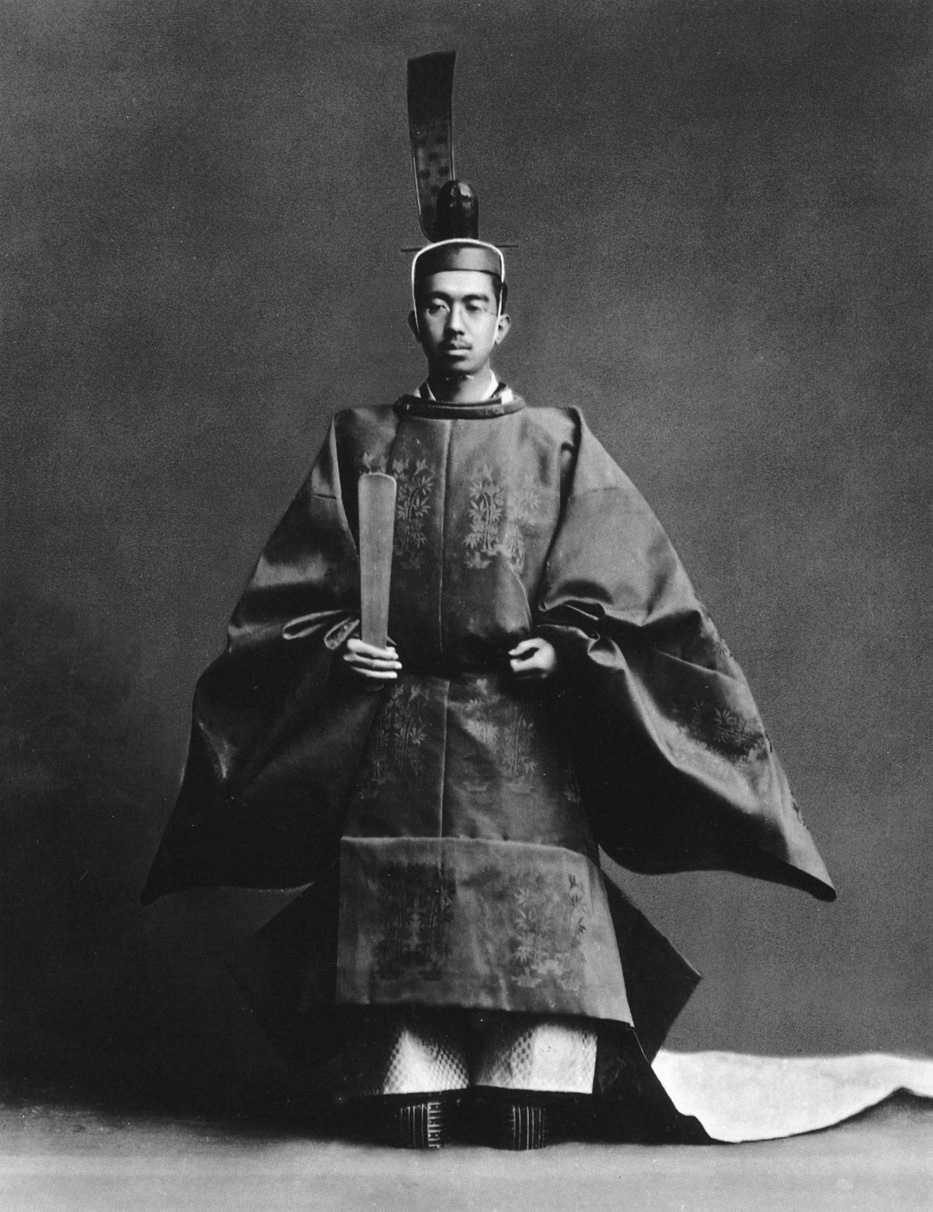
Hirohito en su entronización de 1926 portando el sokutai junto con el shaku y el kanmuri

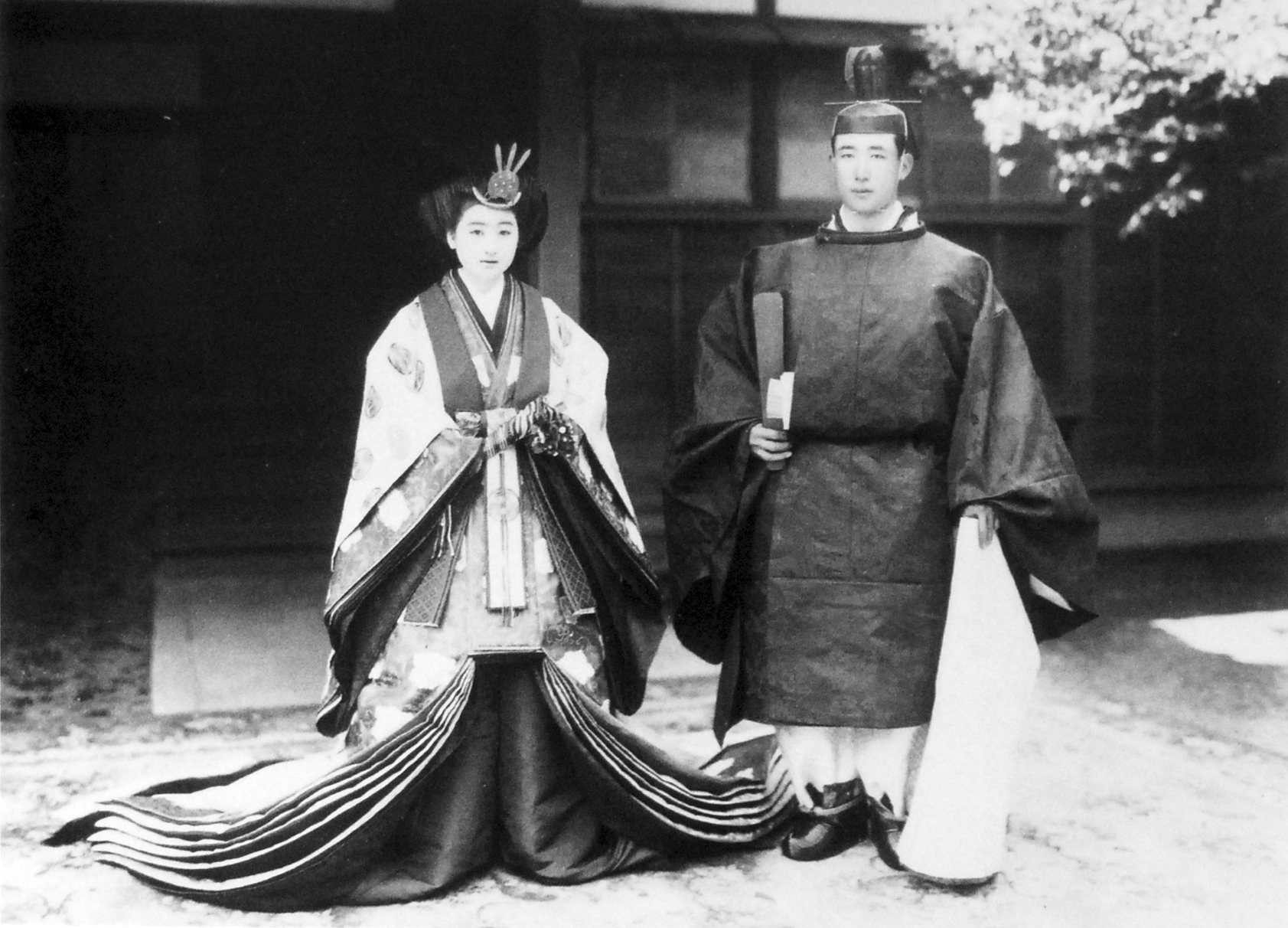
El Príncipe Kitashirakawa Nagahisa junto con la Princesa Sachiko en su día de bodas. El príncipe porta el sokutai mientras que la princesa porta un jūnihitoe

El sokutai (束帯?) es un complejo atuendo masculino de origen japonés, usado desde la era Heian únicamente por cortesanos y aristócratas de la Corte Imperial y por el Emperador. Al sokutai se le complementan como adornos el shaku, un delgado cetro ritual, y el kanmuri, corona ceremonial en forma de gorra.
El atuendo está compuesto por varias partes: el hitoe (単?), el akome (袙?), el shitagasane (下襲?), el hanpi (半臂?) y el hō (袍?).
Actualmente el sokutai no es una prenda cotidiana, pero es usada aún por miembros de la Corte Imperial y oficiales gubernamentales (incluyendo el primer ministro) en ocasiones muy especiales como bodas imperiales y ceremonias de ascensión al trono.